# NGC 939
NGC 939 (również PGC 9271) – galaktyka eliptyczna (E), znajdująca się w gwiazdozbiorze Erydanu. Odkrył ją John Herschel 18 października 1835 roku.